# Sumba longicornis
Sumba longicornis är en insektsart som beskrevs av Willy Adolf Theodor Ramme 1929. Sumba longicornis ingår i släktet Sumba och familjen gräshoppor. Inga underarter finns listade i Catalogue of Life.